# John Vrooman Wehausen
John Vrooman Wehausen (23 septembre 1913 - 6 octobre 2005) est un mathématicien appliqué américain considéré comme l'un des principaux chercheurs et pionniers mondiaux dans le domaine de l'hydrodynamique marine,.
Ses contributions concernent l'effet des vagues sur les navires, la manœuvrabilité des navires, les systèmes flottants dans les vagues et les vagues solitaires générées par les navires. En 1960, lui et Edmund V. Laitone publient l'article de synthèse complet Surface Waves, qui reste à ce jour une ressource importante pour comprendre la dynamique des vagues d'eau. Wehausen termine sa carrière comme professeur émérite de sciences de l'ingénieur à l'Université de Californie à Berkeley.

## Formation et carrière
Wehausen s'inscrit à l'Université du Michigan où il obtient un BS (1934) et un doctorat en mathématiques (1938) ainsi qu'une maîtrise en physique (1935). En 1937, Wehausen prend son premier poste d'enseignant comme instructeur de mathématiques à l'Université Brown. Après Brown, Wehausen passe des séjours d'enseignement à l'Université Columbia et à l'Université du Missouri à Columbia avant de travailler pour la marine américaine pendant la Seconde Guerre mondiale dans la recherche opérationnelle. Il rejoint le David Taylor Model Basin en tant que mathématicien, et au cours de son mandat de trois ans là-bas, il rencontre Georg P. Weinblum, l'hydrodynamicien allemand des navires. Son intérêt pour la théorie des vagues et l'hydrodynamique des navires remonte à cette période. Il est rédacteur en chef de l'Annual Review of Fluid Mechanics de 1970 – 1976.
En 1956, Wehausen accepte un poste à l'Université de Californie à Berkeley, où il enseigne jusqu'en 1984 et où il reste un chercheur actif par la suite. À Berkeley, Wehausen aide à mettre en place le Département d'architecture navale en 1958 avec le soutien de l'Office of Naval Research. À l'époque, seules trois autres institutions américaines - le Massachusetts Institute of Technology, l'Université du Michigan et le Webb Institute - offrent des programmes d'études accrédités en architecture navale.
En 2002, un symposium spécial lors de la conférence Offshore Mechanics and Arctic Engineering à Oslo, en Norvège, est organisé en hommage à Wehausen.
En 2006, une dotation commémorative John V. Wehausen est créée à la Fondation UC Berkeley pour offrir une bourse d'études supérieures dans les domaines d'intérêt professionnel de Wehausen.